# Leo Müffelmann

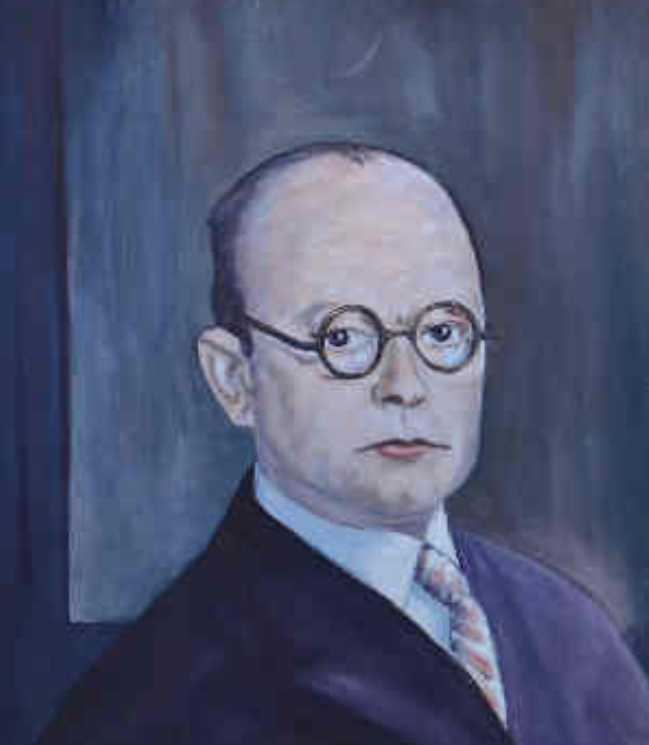
Leo Müffelmann

Leo Müffelmann, eigentlich: Leopold Heinrich Wilhelm Müffelmann (* 1. Mai 1881 in Rostock; † 29. August 1934 in Berlin) war Jurist und Hauptgeschäftsführer des Verbandes der leitenden Angestellten in Berlin (Vela), Hauptmann der Reserve im Ersten Weltkrieg und Vorkämpfer der humanitären Freimaurerei in Deutschland.

## Leben
Leo Müffelmann, Sohn des Philologen, Journalisten und Freimaurers Ludwig Müffelmann (1853–1927) und dessen Frau Lina, geb. Stypmann (* 1858), verlebte Kindheit und Jugend in Rostock. Er besuchte die Große Stadtschule Rostock, bestand dort Ostern 1899 das Abitur, studierte anschließend Rechtswissenschaften in Berlin, München und Rostock und wurde am 15. Februar 1902 mit einer Untersuchung „Das Problem der Willensfreiheit in der neuesten deutschen Philosophie“
von der Universität Rostock zum Dr. phil. (sic!) promoviert.
Bereits sein Vater war engagierter Freimaurer und wurde zum Großmeister der Provinzial-Großloge von Hamburg gewählt. Er nahm seinen Sohn persönlich 1913 in der Loge Humanitas in Hamburg in den Freimaurerbund auf. Sein Bruder Ronald Müffelmann war ebenfalls Freimaurer.
Am Ersten Weltkrieg nahm Müffelmann als Hauptmann teil. Nach Ende des Kaiserreichs ging Müffelmann einer kaufmännischen Tätigkeit nach und wurde Ende der 1920er Jahre Hauptgeschäftsführer des Verbandes der leitenden Angestellten (Vela) in Berlin.

### Gründung der Symbolischen Großloge
Nach dem Ersten Weltkrieg hatte sich die reguläre deutsche Freimaurerei einem kompromisslosen Nationalismus verschrieben. Ihre Öffentlichkeitsarbeit war darauf ausgerichtet, das Verhältnis zur stärker werdenden völkischen Rechten zu verbessern und die deutsche Freimaurerei als weltanschauliche Einheit zu positionieren.
Der streng nationalistische Kurs stieß auf Widerstände innerhalb der Bruderschaft und führte zu einer weiteren Aufspaltung der deutschen Freimaurerei. Die liberale und internationale Strömung, der Müffelmann angehörte, führte zur Gründung des Bluntschli-Ausschuss der deutschen Liga für Völkerbund, der der Großloge zur Sonne nahestand. Diesem Ausschuss gehörten Ludwig und Leo Müffelmann sowie Hjalmar Schacht an. Die internationalen Ideale dieser Gruppe wurden von den Leitungen der Großlogen abgelehnt und bekämpft.
1928 nahm Müffelmann am internationalen Freimaurerkongress in Belgrad teil und tauschte dort mit dem GOdF-Großmeister Groussier den Bruderkuss aus, was als Provokation der national gesinnten Freimaurer und Beleidigung der völkischen Kräfte in Deutschland ausgelegt wurde. Daraufhin schlossen ihn die deutschen Großlogen aus der deutschen Freimaurerei aus. Müffelmann schloss sich daraufhin der Loge Labor der international ausgerichteten Großloge von Wien an und erreichte dort 1929 den 33. Grad (AASR).
1930 gründeten 600 Freimaurer, die in den existierenden nationalen Großlogen keine Heimat mehr sahen, im Bestreben nach Regularität die Symbolische Großloge von Deutschland, Sitz Hamburg e. V. Sie erfüllte alle die von der Großloge von England für eine internationale Anerkennung gestellten Bedingungen und wurde in der Folgezeit von ausländischen Großlogen akzeptiert. Erster Großmeister wurde Leo Müffelmann. Bereits 1932 bestand die Großloge aus 1200 Mitgliedern in 26 Logen.
Nach der nationalsozialistischen Machtergreifung nahm der Druck auf alle deutschen Freimaurer zu. Sie wurden als unarische Volksverhetzer, Vaterlandsverräter und Kapitalisten verfemt. Etwa 1932 rief der Großmeister der Freimaurerbundes „Zur aufgehenden Sonne“, Max Seber, zum geistigen Widerstand gegen das NS-Regime auf. Während sich mehrere deutsche Großlogen 1933 den Nazis anbiederten, lehnte man dies beim Freimaurerbund „Zur aufgehenden Sonne“ und bei der Symbolischen Großloge strikt ab. Noch im selben Jahr wurden diese durch ihre Großmeister Seber und Müffelmann (am 15. April 1933) aufgelöst. Ebenfalls lösten sich im gleichen Jahr die so genannten „humanitären“ Großlogen von Bayreuth, Darmstadt, Frankfurt a. M. und Hamburg auf. Die übrigen fünf deutschen Großlogen hingegen wandelten sich 1933 in national-christliche Orden ohne freimaurerische Bezüge um. Damit wollten sie durch Anpassung einer Zwangsauflösung entgehen. 1935 mussten sie trotzdem geschlossen werden.
Am 5. September 1933 wurde Müffelmann von der Gestapo verhaftet und nach einem Verhör ins KZ Sonnenburg verbracht. In seinem Tagebuch schrieb er dazu 3 Monate Schutzhaft, September bis November 1933 wegen Zugehörigkeit zur Freimaurerei. Am 26. November 1933 wurde er infolge von Schlägen und den Haftbedingungen schwer krank und mit bleibenden Schäden aus dem Konzentrationslager entlassen.

### Exilgründung in Palästina, Tod nach KZ-Haft

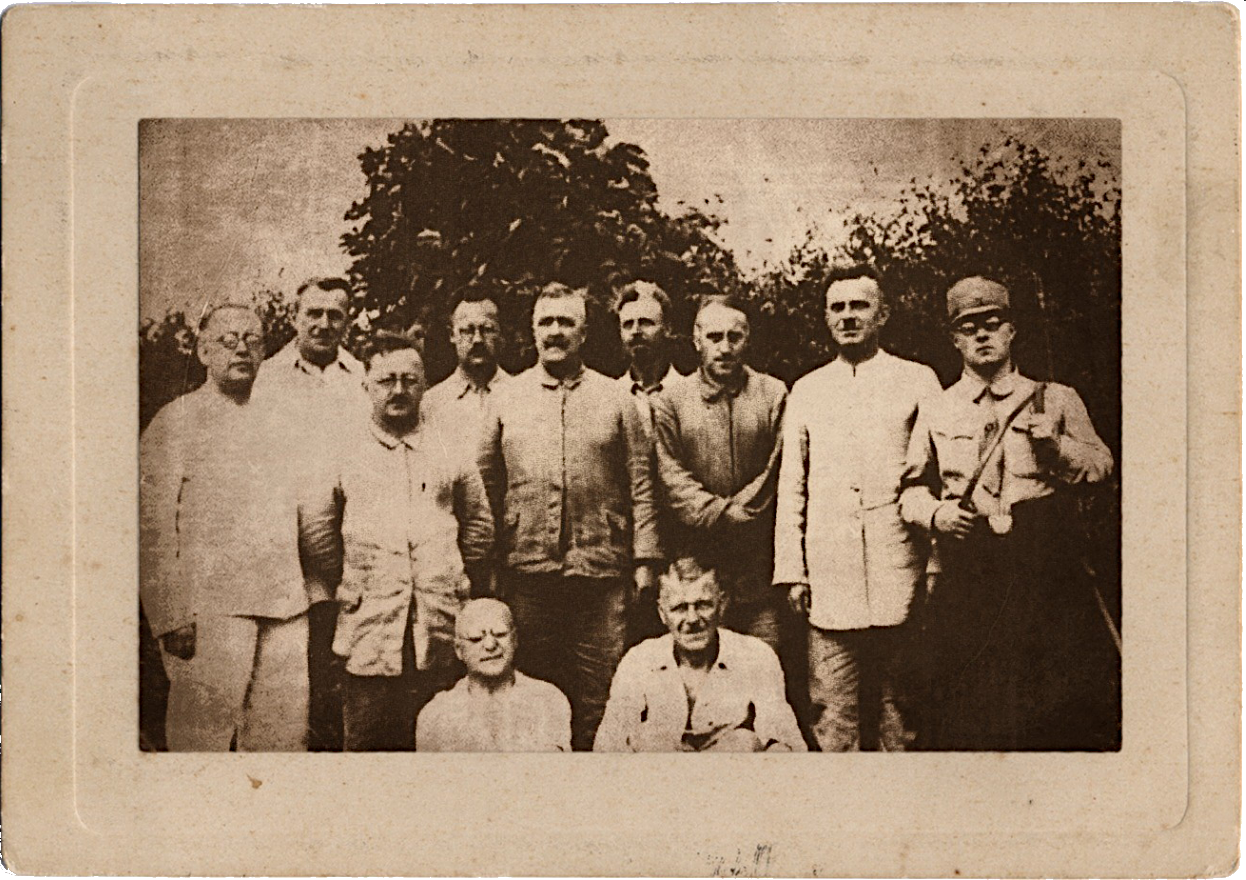
Freimaurer Leo Müffelmann li. und Freimaurer Carl von Ossietzky dritter von re. (stehend) im KZ Sonnenburg Herbst 1933

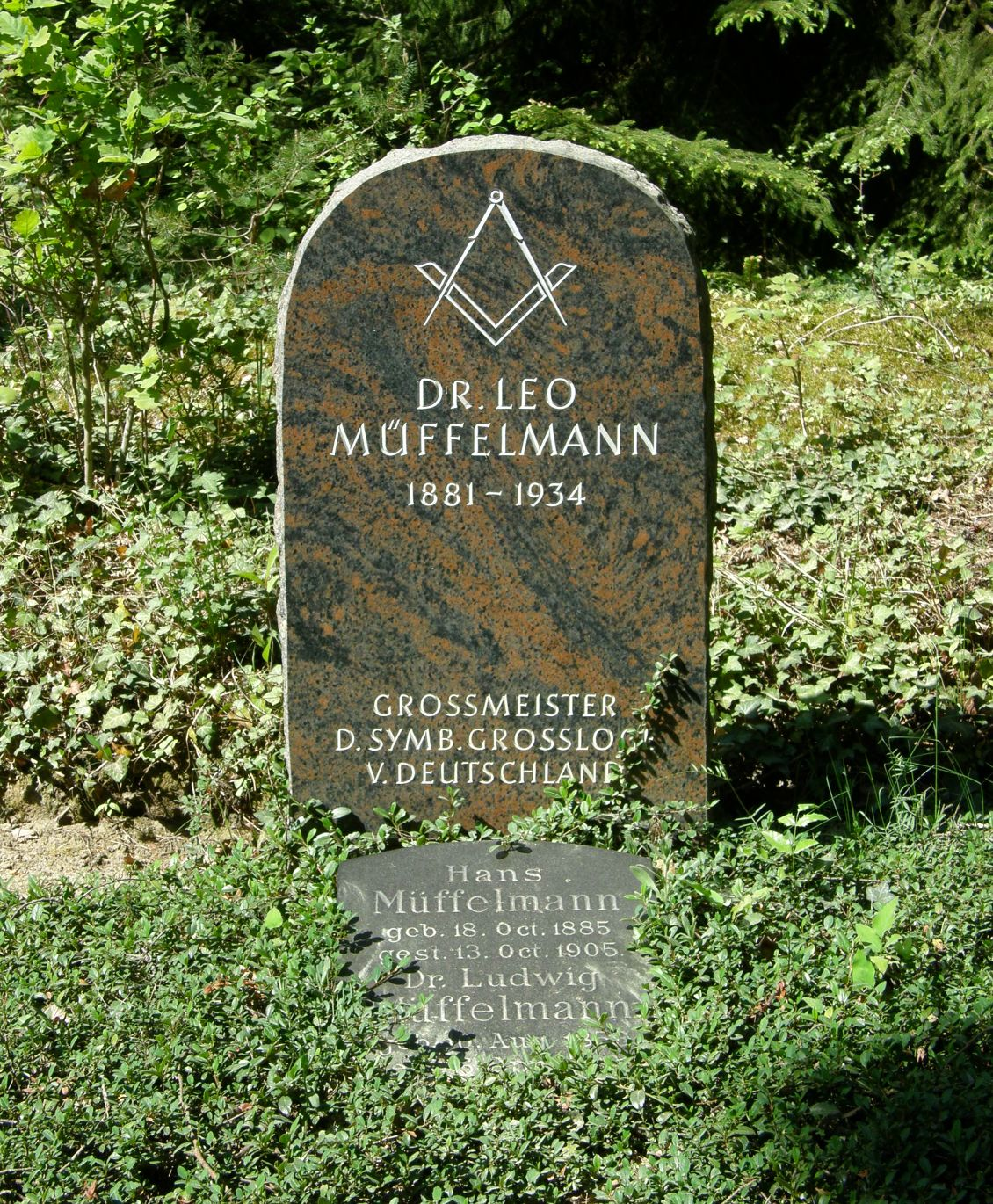
Grab von Leo Müffelmann auf dem Wilmersdorfer Waldfriedhof Stahnsdorf

Müffelmann reiste nach seiner Entlassung aus dem KZ nach Jerusalem und begründete dort am 15. November 1933 die Symbolische Großloge von Deutschland im Exil mit Sitz in Jerusalem/Palästina, deren Gründung bereits am 5. Juli 1933 beschlossen wurde. Diese war damit die einzige deutsche freimaurerische Großloge, die nach dem endgültigen Verbot der Freimaurerei durch die nationalsozialistische Diktatur ab 1935 weiterexistieren konnte; die national-christlichen Orden mussten sich 1935 ebenfalls auflösen.
Müffelmann kehrte trotz seines sich weiter verschlechternden Gesundheitszustandes 1934 nach Deutschland zurück.
Am 29. August 1934 erlag Müffelmann unmittelbar nach seiner Rückkehr den Folgen der durch eine erneute KZ-Haft erlittenen gesundheitlichen Schäden. Seine letzte Ruhestätte fand er auf dem Wilmersdorfer Waldfriedhof Stahnsdorf.
Das von ihm aus Deutschland nach Jerusalem gerettete Licht der Symbolischen Großloge und das der Großen Loge von Hamburg (deren Licht in Logen in Palästina und Chile weiterexistierte) wurde schließlich am 19. Juni 1949 feierlich in die neu gegründete Vereinigte Großloge von Deutschland eingebracht.

## Gedenken an Leo Müffelmann
Nach dem Tode Leo Müffelmanns gründete sich in Tel Aviv die Freimaurerloge Müffelmann zur Treue Nr. 29. Sie besteht bis heute (inzwischen unter der Großloge des Staates Israel) und arbeitet in deutscher Sprache.
Zum Gedenken an Leo Müffelmann wurden in Münster am 1. April 1987 das Atelier des AASR Müffelmann zur Pflicht und Treue und am 31. August 1996 die Freimaurerloge Leo Müffelmann zur Treue i. Or. Osnabrück (AFAM) gegründet. Außerdem besteht eine Logenpartnerschaft mit der Kölner AFAM-Loge Zum Ewigen Dom.